# Nothing but the Beat
Nothing but the Beat ist das fünfte Studioalbum des französischen DJ David Guetta und außerdem Titel eines Ende 2011 erschienenen Films über den DJ. Es wurde am 26. August 2011 von den Labeln EMI France und Virgin Records veröffentlicht. Am 7. September 2012 wurde die dazugehörige EP Nothing but the Beat 2.0 veröffentlicht und am 7. Dezember die Nothing but the Beat Ultimate-Version, die alle Songs der beiden Alben beinhaltet.

## Geschichte
Als David Guetta im Januar 2011 nach seinem fünften Album gefragt wurde, sagte er, dass es im September erscheinen wird. Zudem äußerte er, dass sein neuer Sound von Rockbands wie Coldplay und Kings of Leon inspiriert wurde. Am 25. März 2011 gab Guetta sein erstes Interview über sein bevorstehendes fünftes Album. Es sollte Songs mit früheren Features wie Akon und will.i.am sowie mit mehreren neuen geben. Unter den vorgestellten Songs auf dem Album war Little Bad Girl mit Ludacris und Taio Cruz. Ein weiterer Song aus dem Album war Where Them Girls At mit Flo Rida und Nicki Minaj. Where Them Girls At erschien als erste Single des Albums weltweit am 2. Mai 2011, nachdem eine unvollendete Version online durchgesickert war. Der Song stieg sofort überall in die Charts ein, in Deutschland auf Platz 5, wo er später Goldstatus erhielt.
Am 20. Juli wurde das Video zu Where Them Girls At veröffentlicht.
Am 27. Juni erschien in Deutschland der Song Little Bad Girl.
Die erste Download-Promo-Single Titanium mit Sia erschien am 5. August. Als zweite Promo-Single erschien Lunar (mit Afrojack) am 15. August. Night of Your Life mit Jennifer Hudson erschien als dritte Promo-Single am 22. August.
Als nächste offizielle Single erschien das Lied Without You, das schon bei der Veröffentlichung des Albums in die deutschen Charts eingestiegen war, zusammen mit Usher am 27. September. In den USA sicherte der Song Guetta die höchste Platzierung in den Hot 100 mit Position 4. Das Video wurde am 14. Oktober veröffentlicht.
Nachdem am 9. Dezember Titanium weltweit als vierte Single erschienen war, stellte er am 17. Dezember erstmals Ausschnitte des Musikvideos vor, das fünf Tage später im Handel erschien. Die fünfte Single Turn Me On schaffte in der letzten Dezemberwoche den Sprung in die Top 100 der Downloadcharts. Die erste instrumentale Single The Alphabeat wurde am 23. März 2012 veröffentlicht.
Beim Einstieg in die deutschen Album-Charts landete das Album nur auf Platz 2, wo es sich auch in der zweiten Woche halten konnte. Erst in der dritten Woche verdrängte es die Red Hot Chili Peppers mit I’m with You von der Spitze. Auf iTunes war es hinter 21 und Doo-Wops & Hooligans das drittmeistverkaufte Album des Jahres 2011.
Bei den Grammy Awards 2012 wurde Guetta in der Kategorie Beste Dance-Aufnahme mit Sunshine und in Bestes Dance-/Electronica-Album mit seinem Album nominiert.

## Titelliste
CD 1: Vocal Album
1. Where Them Girls At (feat. Flo Rida & Nicki Minaj) – 3:30
2. Little Bad Girl (feat. Taio Cruz & Ludacris) – 3:11
3. Turn Me On (feat. Nicki Minaj) – 3:19
4. Sweat (vs. Snoop Dogg) – 3:16
5. Without You (feat. Usher) – 3:28
6. Nothing Really Matters (feat. will.i.am) – 3:39
7. I Can Only Imagine (feat. Lil Wayne & Chris Brown) – 3:29
8. Crank It Up (feat. Akon) – 3:12
9. I Just Wanna F (mit Afrojack feat. Timbaland & Dev) – 3:23
10. Night of Your Life (feat. Jennifer Hudson) – 3:41
11. Repeat (feat. Jessie J) – 3:26
12. Titanium (feat. Sia) – 4:05

CD 2: Electronic Album
1. The Alphabeat – 4:29
2. Lunar (mit Afrojack) – 5:16
3. Sunshine (mit Avicii) – 6:01
4. Little Bad Girl (Instrumental Edit) – 4:02
5. Metro Music – 4:13
6. Toy Story – 3.44
7. The Future (mit Afrojack) – 4:16
8. Dreams – 4:48
9. Paris – 4:40
10. Glasgow – 5:13

## Film
Zusätzlich zu dem Album feierte am 17. September 2011 der gleichnamige Film Nothing but the Beat von Huse Monfaradi im Pariser Theatersaal Rex seine Weltpremiere. Er ist eine Dokumentation von David Guettas Leben und seinem Aufstieg vom unbekannten House-DJ zum prominenten Musik-Produzenten und DJ. Am 22. März 2012 erschien der Film kostenlos auf iTunes und schoss an die Spitze der Podcast-Charts in Ländern wie den USA, Deutschland, Großbritannien und Frankreich.

## Nothing but the Beat 2.0
Am 7. September 2012 erschien in Deutschland die EP Nothing but the Beat 2.0. Sie enthält neben neuen Liedern auch viele Lieder des Studioalbums Nothing but the Beat. Die erste Singleauskopplung, zusammen mit Sia, lautet She Wolf (Falling to Pieces). Veröffentlicht wurde die Single am 24. August 2012.
Als zweite Single erschien am 16. November 2012 Just One Last Time.
| #  | Titel                        | Interpret                                          | Länge |
| -- | ---------------------------- | -------------------------------------------------- | ----- |
| 1  | Titanium                     | David Guetta feat. Sia                             | 4:05  |
| 2  | Turn Me On                   | David Guetta feat. Nicki Minaj                     | 3:19  |
| 3  | She Wolf (Falling to Pieces) | David Guetta feat. Sia                             | 3:24  |
| 4  | Without You                  | David Guetta feat. Usher                           | 3:28  |
| 5  | I Can Only Imagine           | David Guetta feat. Chris Brown & Lil Wayne         | 3:29  |
| 6  | Play Hard                    | David Guetta feat. Ne-Yo & Akon                    | 3:21  |
| 7  | Wild One Two                 | Jack Back feat. David Guetta, Nicky Romero und Sia | 3:09  |
| 8  | Just One Last Time           | David Guetta feat. Taped Rai                       | 3:47  |
| 9  | In My Head                   | David Guetta & Daddy’s Groove feat. Nervo          | 3:51  |
| 10 | Where Them Girls At          | David Guetta feat. Flo Rida & Nicki Minaj          | 3:14  |
| 11 | Little Bad Girl              | David Guetta feat. Taio Cruz & Ludacris            | 3:11  |
| 12 | Sweat                        | Snoop Dogg vs. David Guetta                        | 3:16  |
| 13 | Crank It Up                  | David Guetta feat. Akon                            | 3:12  |
| 14 | Nothing Really Matters       | David Guetta feat. Will.i.am                       | 3:39  |
| 15 | Every Chance We Get We Run   | David Guetta & Alesso feat. Tegan and Sara         | 4:00  |
| 16 | Sunshine                     | David Guetta & Avicii                              | 3:52  |
| 17 | Lunar                        | David Guetta & Afrojack                            | 3:10  |
| 18 | What The F***?               | David Guetta                                       | 4:07  |
| 19 | Metropolis                   | David Guetta & Nicky Romero                        | 3:10  |
| 20 | The Alphabeat                | David Guetta                                       | 4:29  |
| 21 | Toy Story                    | David Guetta                                       | 3:45  |

## Nothing but the Beat Ultimate
Am 7. Dezember 2012 erschien in Deutschland die definitive Version des Albums in Form von Nothing but the Beat Ultimate, das alle Songs des ursprünglichen Albums und alle, die erst mit Nothing but the Beat 2.0 erschienen waren, enthält. Das Album sicherte sich eine Woche nach Veröffentlichung Platz eins in den deutschen iTunes-Charts und verhalf Nothing but the Beat in der Schweiz nach 69 Wochen in den Charts wieder auf die Spitzenposition.
CD 1:
| #  | Titel                        | Interpret                                          | Länge |
| -- | ---------------------------- | -------------------------------------------------- | ----- |
| 1  | Titanium                     | David Guetta feat. Sia                             | 4:05  |
| 2  | Turn Me On                   | David Guetta feat. Nicki Minaj                     | 3:19  |
| 3  | She Wolf (Falling to Pieces) | David Guetta feat. Sia                             | 3:42  |
| 4  | Without You                  | David Guetta feat. Usher                           | 3:28  |
| 5  | I Can Only Imagine           | David Guetta feat. Chris Brown & Lil Wayne         | 3:29  |
| 6  | Play Hard                    | David Guetta feat. Ne-Yo & Akon                    | 3:21  |
| 7  | Wild One Two                 | Jack Back feat. David Guetta, Nicky Romero und Sia | 3:09  |
| 8  | Just One Last Time           | David Guetta feat. Taped Rai                       | 3:47  |
| 9  | In My Head                   | David Guetta & Daddy’s Groove feat. Nervo          | 3:51  |
| 10 | Where Them Girls At          | David Guetta feat. Flo Rida & Nicki Minaj          | 3:14  |
| 11 | Little Bad Girl              | David Guetta feat. Taio Cruz & Ludacris            | 3:11  |
| 12 | Sweat                        | Snoop Dogg vs. David Guetta                        | 3:16  |
| 13 | Crank It Up                  | David Guetta feat. Akon                            | 3:12  |
| 14 | Nothing Really Matters       | David Guetta feat. Will.i.am                       | 3:39  |
| 15 | I Just Wanna F               | David Guetta & Afrojack feat. Timbaland & Dev      | 3:23  |
| 16 | Night of Your Life           | David Guetta feat. Jennifer Hudson                 | 3:42  |
| 17 | Repeat                       | David Guetta feat. Jessie J                        | 3:26  |

CD 2:
| #  | Titel                      | Interpret                                  | Länge |
| -- | -------------------------- | ------------------------------------------ | ----- |
| 1  | Every Chance We Get We Run | David Guetta & Alesso feat. Tegan and Sara | 4:00  |
| 2  | Sunshine                   | David Guetta & Avicii                      | 6:01  |
| 3  | Lunar                      | David Guetta & Afrojack                    | 5:16  |
| 4  | What The F***?             | David Guetta                               | 4:07  |
| 5  | Metropolis                 | David Guetta & Nicky Romero                | 6:13  |
| 6  | The Alphabeat              | David Guetta                               | 4:29  |
| 7  | Metro Music                | David Guetta                               | 4:13  |
| 8  | Toy Story                  | David Guetta                               | 3:45  |
| 9  | The Future                 | David Guetta & Afrojack                    | 4:16  |
| 10 | Dreams                     | David Guetta                               | 4:49  |
| 11 | Paris                      | David Guetta                               | 4:40  |
| 12 | Glasgow                    | David Guetta                               | 5:13  |

## Singleauskopplungen

Frontcover zu Where Them Girls At

| Jahr | Titel                        | Höchstplatzierung, Gesamtwochen, AuszeichnungChartplatzierungen (Jahr, Titel, , Platzierungen, Wochen, Auszeichnungen, Anmerkungen) | Höchstplatzierung, Gesamtwochen, AuszeichnungChartplatzierungen (Jahr, Titel, , Platzierungen, Wochen, Auszeichnungen, Anmerkungen) | Höchstplatzierung, Gesamtwochen, AuszeichnungChartplatzierungen (Jahr, Titel, , Platzierungen, Wochen, Auszeichnungen, Anmerkungen) | Höchstplatzierung, Gesamtwochen, AuszeichnungChartplatzierungen (Jahr, Titel, , Platzierungen, Wochen, Auszeichnungen, Anmerkungen) | Höchstplatzierung, Gesamtwochen, AuszeichnungChartplatzierungen (Jahr, Titel, , Platzierungen, Wochen, Auszeichnungen, Anmerkungen) | Höchstplatzierung, Gesamtwochen, AuszeichnungChartplatzierungen (Jahr, Titel, , Platzierungen, Wochen, Auszeichnungen, Anmerkungen) | Anmerkungen                                                        |
| Jahr | Titel                        | DE | AT | CH | UK | US | FR | Anmerkungen                                                        |
| --- | ---------------------------- | --- | --- | --- | --- | --- | --- | ------------------------------------------------------------------ |
| 2011 | Where Them Girls At          | DE5 (31 Wo.)DE | AT3 (31 Wo.)AT | CH3 (20 Wo.)CH | UK3 (26 Wo.)UK | US14 (20 Wo.)US | FR4 (35 Wo.)FR | Erstveröffentlichung: 2. Mai 2011 feat. Flo Rida & Nicki Minaj     |
| 2011 | Little Bad Girl              | DE5 (30 Wo.)DE | AT5 (20 Wo.)AT | CH7 (25 Wo.)CH | UK4 (17 Wo.)UK | US70 (1 Wo.)US | FR3 (32 Wo.)FR | Erstveröffentlichung: 22. Juni 2011 feat. Taio Cruz & Ludacris     |
| 2011 | Without You                  | DE7 (37 Wo.)DE | AT5 (29 Wo.)AT | CH3 (30 Wo.)CH | UK6 (38 Wo.)UK | US4 (30 Wo.)US | FR6 (55 Wo.)FR | Erstveröffentlichung: 27. September 2011 feat. Usher               |
| 2011 | Titanium                     | DE5 (49 Wo.)DE | AT3 (45 Wo.)AT | CH9 (76 Wo.)CH | UK1 (86 Wo.)UK | US7 (33 Wo.)US | FR3 (99 Wo.)FR | Erstveröffentlichung: 9. Dezember 2011 feat. Sia                   |
| 2011 | Turn Me On                   | DE6 (32 Wo.)DE | AT5 (24 Wo.)AT | CH6 (22 Wo.)CH | UK8 (32 Wo.)UK | US4 (27 Wo.)US | FR10 (49 Wo.)FR | Erstveröffentlichung: 13. Dezember 2011 feat. Nicki Minaj          |
| 2012 | I Can Only Imagine           | DE32 (9 Wo.)DE | AT17 (8 Wo.)AT | CH15 (4 Wo.)CH | UK18 (8 Wo.)UK | US44 (14 Wo.)US | FR40 (23 Wo.)FR | Erstveröffentlichung: 23. April 2012 feat. Chris Brown & Lil Wayne |
| Singles von Nothing but the Beat 2.0 |                              | | | | | | |                                                                    |
| |                              | | | | | | |                                                                    |
| 2012 | She Wolf (Falling to Pieces) | DE3 (32 Wo.)DE | AT3 (27 Wo.)AT | CH4 (31 Wo.)CH | UK8 (17 Wo.)UK | — | FR4 (42 Wo.)FR | Erstveröffentlichung: 24. August 2012 feat. Sia                    |
| 2012 | Just One Last Time           | DE45 (3 Wo.)DE | AT31 (3 Wo.)AT | CH44 (2 Wo.)CH | UK20 (7 Wo.)UK | — | FR14 (24 Wo.)FR | Erstveröffentlichung: 16. November 2012 feat. Taped Rai            |
| 2013 | Play Hard                    | DE8 (39 Wo.)DE | AT10 (31 Wo.)AT | CH3 (35 Wo.)CH | UK6 (29 Wo.)UK | US64 (9 Wo.)US | FR7 (38 Wo.)FR | Erstveröffentlichung: 15. März 2013 feat. Ne-Yo & Akon             |
| Promo-Singles |                              | | | | | | |                                                                    |
| |                              | | | | | | |                                                                    |
| 2011 | Lunar                        | DE84 (1 Wo.)DE | AT58 (1 Wo.)AT | — | — | — | FR50 (2 Wo.)FR | Erstveröffentlichung: 15. August 2011 feat. Afrojack               |
| 2011 | Night of Your Life           | DE12 (12 Wo.)DE | AT7 (8 Wo.)AT | CH24 (1 Wo.)CH | US81 (1 Wo.)US | UK35 (3 Wo.)UK | FR27 (2 Wo.)FR | Erstveröffentlichung: 22. August 2011 feat. Jennifer Hudson        |
| 2012 | The Alphabeat                | DE85 (1 Wo.)DE | AT57 (1 Wo.)AT | — | — | — | FR46 (2 Wo.)FR | Erstveröffentlichung: 23. März 2012                                |
| Folgende Lieder erschienen nicht als Single, wurden aber durch das Album zum Download und Streaming bereitgestellt und konnten somit eine Platzierung erlangen: |                              | | | | | | |                                                                    |
| |                              | | | | | | |                                                                    |
| 2011 | Sweat / Wet                  | DE2 (46 Wo.)DE | AT1 (36 Wo.)AT | CH2 (41 Wo.)CH | — | UK4 (28 Wo.)UK | FR1 (32 Wo.)FR | Erstveröffentlichung: 4. März 2011; vs. Snoop Dogg                 |
| 2011 | Crank It Up                  | DE43 (3 Wo.)DE | — | — | — | — | FR64 (2 Wo.)FR | Erstveröffentlichung: 26. August 2011 feat. Akon                   |

## Rezeption
Das Album wurde sehr gemischt bewertet. Es wurde oft gelobt, allerdings wurde auch Kritik laut – insbesondere deshalb, weil die erste CD zu sehr an den Mainstream angepasst sei.
Die Seite laut.de vergab  und bezeichnete das Album als Trojanisches Pferd, dumm und hölzern, aber praktisch.
Die Zeitschrift mbeat vergab 80 von 100 Punkten: "Guetta ist mehr als nur DJ der guten Laune".
Die Seite Plattentests.de schrieb: "Wer sich da wiederfindet, hat im Atzen-Kosmos die Zeit seines Lebens, alle anderen erhalten eine weitere Bestätigung dafür, dass Doppel-Alben nie was taugen."
Der Stil der Electronic CD wurde zudem oft mit Daft Punk und Deadmau5 verglichen, sie wurde aber größtenteils besser aufgenommen als CD 1, da Guetta versucht zu seinen musikalischen Wurzeln zurückzukehren: die Club-Musik und nicht der Dance-Pop. "Ich möchte die Leute ein bisschen erziehen, denn schließlich sehe ich mich nicht in erster Linie als Popstar, sondern stamme eigentlich aus der Underground-House-Szene in Paris", sagte Guetta in einem Interview über die zweite CD.

## Kommerzieller Erfolg

### Chartplatzierungen
Nothing but the Beat
| ChartsChartplatzierungen       | Höchstplatzierung | Wochen |
| ------------------------------ | ----------------- | ------ |
| Deutschland (GfK)              | 1 (… Wo.)         | …      |
| Frankreich (SNEP)              | 1 (94 Wo.)        | 94     |
| Österreich (Ö3)                | 1 (18 Wo.)        | 18     |
| Schweiz (IFPI)                 | 1 (110 Wo.)       | 110    |
| Vereinigte Staaten (Billboard) | 5 (74 Wo.)        | 74     |
| Vereinigtes Königreich (OCC)   | 2 (105 Wo.)       | 105    |

| ChartsJahrescharts (2011)    | Platzierung |
| ---------------------------- | ----------- |
| Deutschland (GfK)            | 12          |
| Frankreich (SNEP)            | 8           |
| Österreich (Ö3)              | 6           |
| Schweiz (IFPI)               | 5           |
| Vereinigtes Königreich (OCC) | 41          |

| ChartsJahrescharts (2012)      | Platzierung |
| ------------------------------ | ----------- |
| Deutschland (GfK)              | 24          |
| Frankreich (SNEP)              | 24          |
| Österreich (Ö3)                | 9           |
| Schweiz (IFPI)                 | 13          |
| Vereinigte Staaten (Billboard) | 102         |
| Vereinigtes Königreich (OCC)   | 21          |

| ChartsJahrescharts (2013)    | Platzierung |
| ---------------------------- | ----------- |
| Schweiz (IFPI)               | 36          |
| Vereinigtes Königreich (OCC) | 43          |

Nothing but the Beat 2.0
| ChartsChartplatzierungen     | Höchstplatzierung | Wochen |
| ---------------------------- | ----------------- | ------ |
| Frankreich (SNEP)            | 35 (1 Wo.)        | 1      |
| Österreich (Ö3)              | 49 (5 Wo.)        | 5      |
| Schweiz (IFPI)               | 63 (20 Wo.)       | 20     |
| Vereinigtes Königreich (OCC) | 13 (11 Wo.)       | 11     |

| ChartsJahrescharts (2013) | Platzierung |
| ------------------------- | ----------- |
| Österreich (Ö3)           | 75          |

Nothing but the Beat: The Electronic Album
| ChartsChartplatzierungen       | Höchstplatzierung | Wochen |
| ------------------------------ | ----------------- | ------ |
| Vereinigte Staaten (Billboard) | 163 (1 Wo.)       | 1      |

### Auszeichnungen für Musikverkäufe
| Land/Region                  | Auszeichnungen für Musikverkäufe (Land/Region, Auszeichnung, Verkäufe) | Verkäufe    |
| ---------------------------- | ---------------------------------------------------------------------- | ----------- |
| Australien (ARIA)            | 2× Platin                                                              | 140.000     |
| Belgien (BRMA)               | Platin                                                                 | 30.000      |
| Dänemark (IFPI)              | 2× Platin                                                              | 40.000      |
| Deutschland (BVMI)           | 3× Platin                                                              | 600.000     |
| Europa (IFPI)                | Platin                                                                 | (1.000.000) |
| Finnland (IFPI)              | Gold                                                                   | 14.644      |
| Frankreich (SNEP)            | Diamant                                                                | 500.000     |
| Italien (FIMI)               | 2× Platin                                                              | 100.000     |
| Irland (IRMA)                | Platin                                                                 | 15.000      |
| Kanada (MC)                  | 2× Platin                                                              | 160.000     |
| Mexiko (AMPROFON)            | Platin                                                                 | 60.000      |
| Neuseeland (RMNZ)            | 5× Platin                                                              | 75.000      |
| Niederlande (NVPI)           | Platin                                                                 | 50.000      |
| Österreich (IFPI)            | 2× Platin                                                              | 40.000      |
| Polen (ZPAV)                 | Gold                                                                   | 10.000      |
| Portugal (AFP)               | Platin                                                                 | 15.000      |
| Russland (NFPF)              | Gold                                                                   | 10.000      |
| Schweiz (IFPI)               | 2× Platin                                                              | 60.000      |
| Spanien (Promusicae)         | Platin                                                                 | 60.000      |
| Ungarn (MAHASZ)              | Gold                                                                   | 3.000       |
| Venezuela (APFV)             | Gold                                                                   | 5.000       |
| Vereinigte Staaten (RIAA)    | Gold                                                                   | 500.000     |
| Vereinigtes Königreich (BPI) | 3× Platin                                                              | 900.000     |
| Insgesamt                    | 6× Gold · 30× Platin · 1× Diamant ·                                    | 3.387.644   |

| Land/Region                  | Auszeichnungen für Musikverkäufe (Land/Region, Auszeichnung, Verkäufe) | Verkäufe |
| ---------------------------- | ---------------------------------------------------------------------- | -------- |
| Vereinigtes Königreich (BPI) | Platin                                                                 | 300.000  |
| Insgesamt                    | 1× Platin ·                                                            | 300.000  |

| Land/Region                  | Auszeichnungen für Musikverkäufe (Land/Region, Auszeichnung, Verkäufe) | Verkäufe |
| ---------------------------- | ---------------------------------------------------------------------- | -------- |
| Vereinigtes Königreich (BPI) | Gold                                                                   | 100.000  |
| Insgesamt                    | 1× Gold ·                                                              | 100.000  |